# Amenardis
Amenardis est un prénom féminin de l'Égypte antique porté par deux Divines Adoratrices d'Amon de la XXVe dynastie :
- Amenardis Ire ;
- Amenardis II.